# Nkroful
Nkroful – wioska w południowej Ghanie, w Regionie Zachodnim, w dystrykcie Ellembele, położona niedaleko Axim. Znajduje się na wysokości 71 metrów n.p.m. Miejsce narodzin Kwamego Nkrumaha. Na terenie miejscowości używa się języka nzema z grupy akan oraz języka angielskiego. Wg stanu na 2023 rok miejscowością zarządzają Abusuapanyinli Senza Erzah i Nana Kwasi Kutuah V. 